# Kulikovo pole
Kulikovo pole, též Kulikovské pole (rusky Куликово поле) je místo bitvy, při níž roku 1380 Dmitrij Ivanovič Donský rozdrtil Tatary – tzv. Zlatou hordu. Pole se nachází v rovině v Tulské oblasti Ruska při ústí Něprjavdy do Donu.
Kulikovo pole koncem 14. století bylo rozsáhlou a lesy obklopenou planinou - takové prostranství bylo tehdy běžně nazývané polem nebo stepí. Planina byla v té době vlhká, močálovitá, proto si ji pro své hnízdní oblíbily sluky. Sluka se v ruštině řekne kulik, od toho vznikl název pole.
Dnes je na Kulikově poli muzejní komplex s 28metrovým sloupem na Rudém vršku (rusky Красный Холм) zbudovaným v letech 1848–1850 a pamětní kostel z let 1913–1918, v němž je dnes Muzeum Kulikova pole.

## Jiné významy
Mimo základního významu - místa bitvy - má Kulikovo pole (rusky Куликово Поле) i jiné geografické významy. Zejména je tak pojmenováno významné náměstí v Oděse (ukrajinsky Куликове поле).

## Galerie

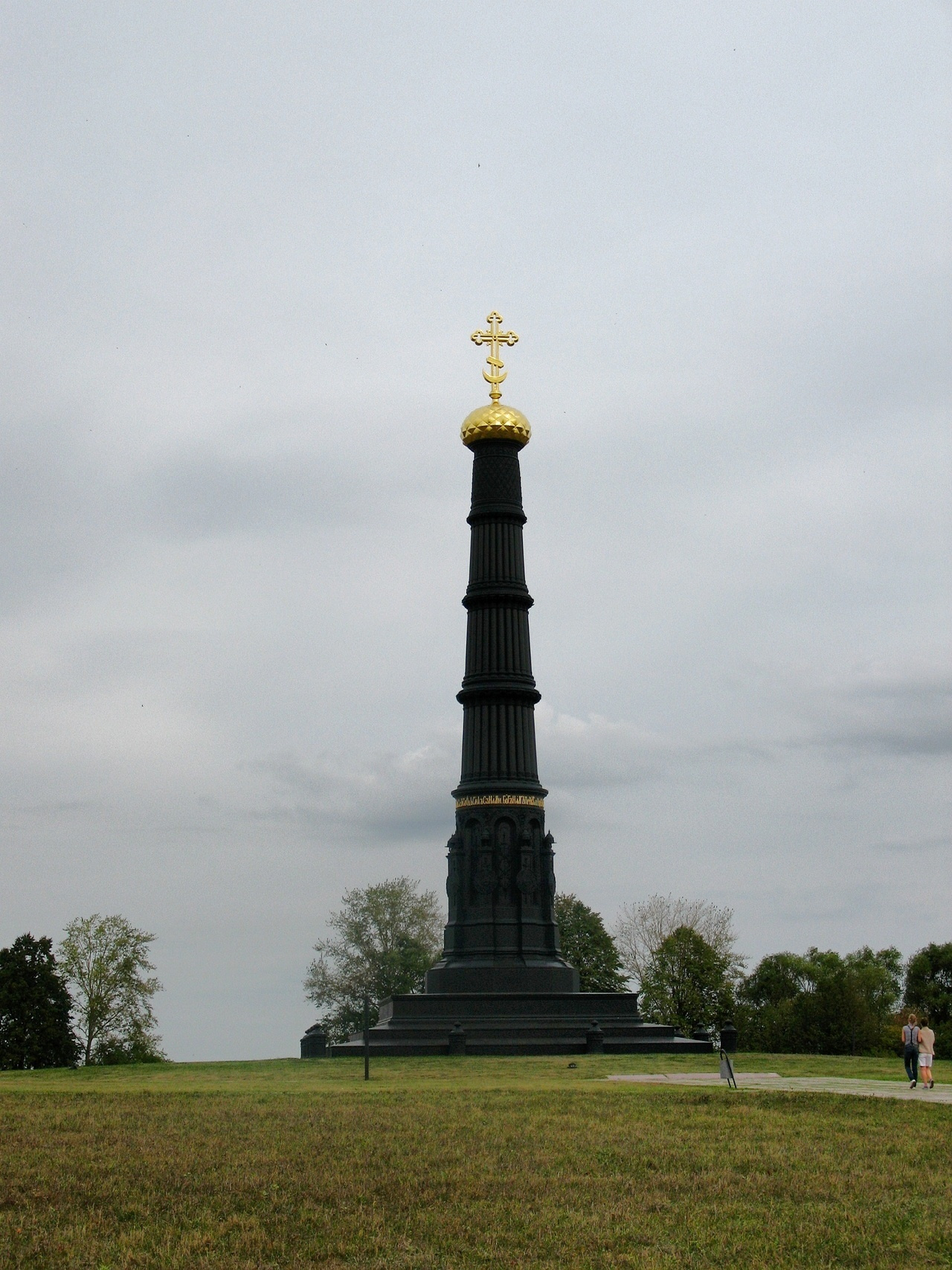
Památník na Kulikově poli
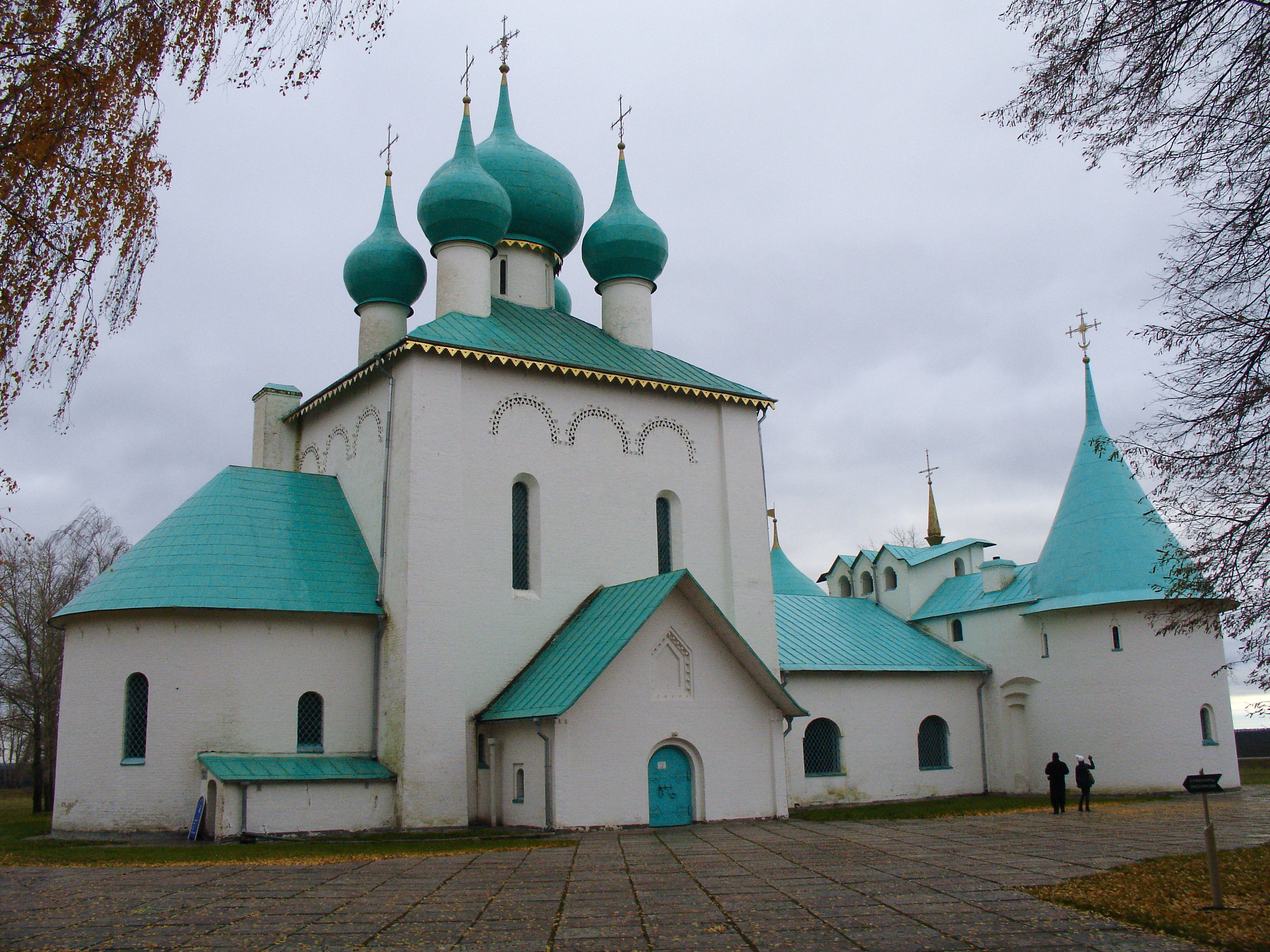
Kulikovo pole – kostel Sergeje Radoněžského
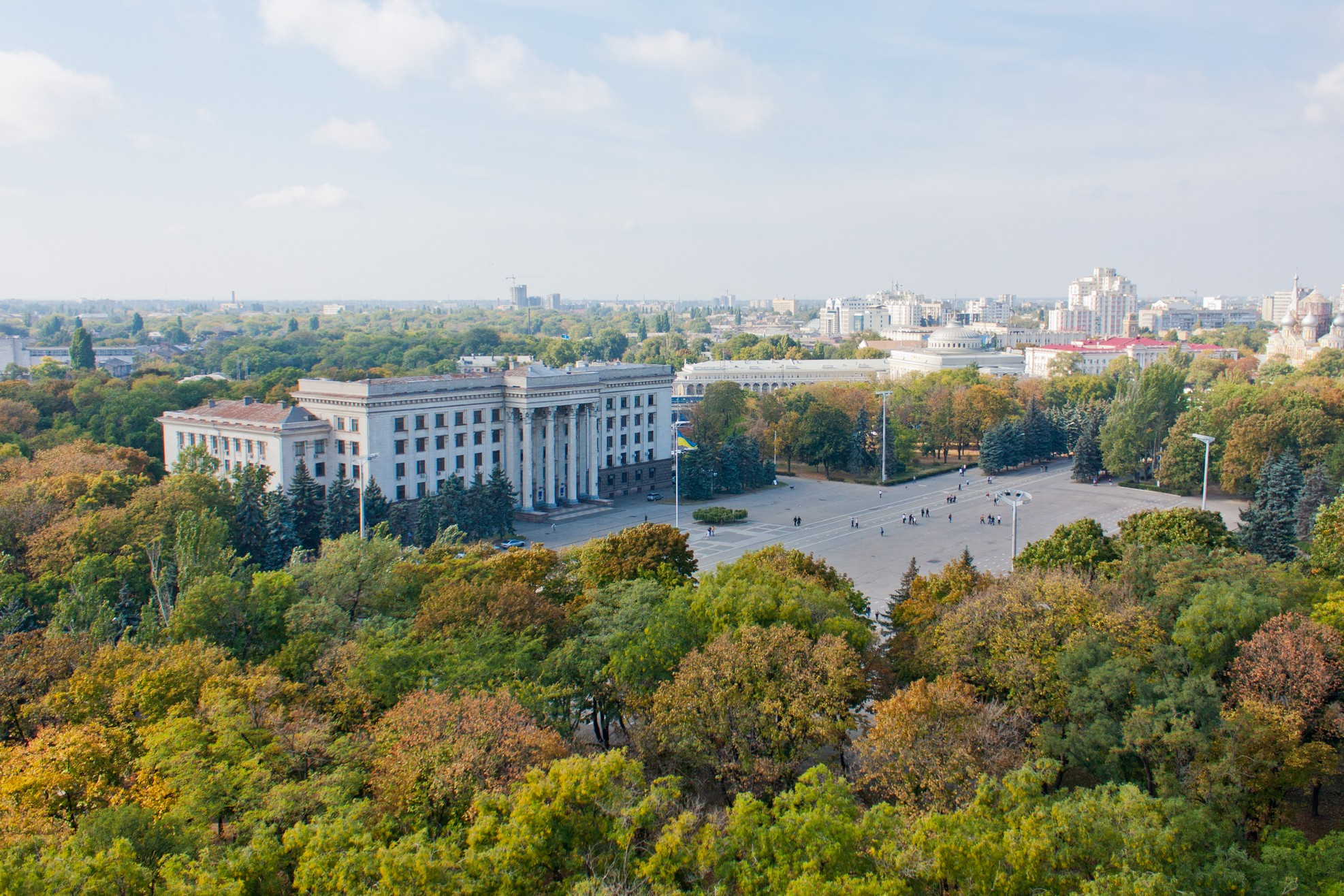
Náměstí Kulikovo pole v Oděse